# 東芬蘭灣國家公園
東芬蘭灣國家公園（芬蘭語：Itäisen Suomenlahden kansallispuisto）是芬蘭的一處國家公園。東芬蘭灣國家公園位於屈米河谷区，成立於1982年，面積6.7平方（2.6平方英里）。